# Tiếng Anh Hồng Kông
Tiếng Anh Hồng Kông là tiếng Anh được sử dụng tại Hồng Kông. Biến thể này là một biến thể của người học hoặc ngôn ngữ mới nổi từ Tiếng Anh, chủ yếu là kết quả từ Hồng Kông và ảnh hưởng của những người nói Tiếng Quảng Châu Hồng Kông.
Tiếng Anh là một trong những ngôn ngữ chính thức tại Hồng Kông và được sử dụng rộng rãi trong Chính phủ, giới học thuật, kinh doanh và tòa án. Tất cả các dấu hiệu đường bộ và chính phủ là song ngữ. Những người nói tiếng Anh hoặc được dạy tiếng Anh được coi là những người ưu tú và thượng lưu.
Kể từ khi chuyển giao Hồng Kông, tiếng Anh ở Hồng Kông chủ yếu vẫn là ngôn ngữ thứ hai, trái ngược hay cùng với Singapore, nơi tiếng Anh đã chuyển sang ngôn ngữ thứ nhất và nhì.

## Tình trạng
Sự tồn tại của tiếng Anh Hồng Kông, như một sự khác biệt của ngôn ngữ tiếng Anh, vẫn là vấn đề tranh luận giữa nhiều học giả.

## Phát âm
Do kết quả của di sản thuộc địa, cách phát âm tiếng Anh Hồng Kông được cho là ban đầu dựa trên tiếng Anh, Tuy nhiên, ngày nay, có những tính năng mới về phát âm bắt nguồn từ tiếng Anh Mỹ, và ảnh hưởng của tiếng Anh Mỹ đã xuất hiện. Hơn nữa, dường như có một số phát triển sáng tạo duy nhất cho tiếng Anh Hồng Kông, chẳng hạn như sự phân chia trong việc thực hiện /v/ và [f] hay [w]. và là một tính năng khác.